# Duarte Nuno Simões
Duarte Nuno Simões (1930-2021) é um arquiteto português.

## Biografia
Diplomado pela Escola de Belas-Artes de Lisboa (EBAL) em 1955.
Pai da historiadora da ciência Ana Simões

## Projetos arquitetónicos
Destaca-se entre os seus projetos arquitetónicos, o seguinte: 
- Conjunto habitacional na Rua Professor Queiroz Veloso n.º 2 a 38 (projecto conjunto com Maria do Rosário Venade, Maria Teresa Madeira da Silva, Nuno da Silva Araújo Simões e Sérgio Almeida Rebelo) - Prémio Valmor, 1989.

## Prémios
- Prémio Valmor 1989
- Prémio INH 2006 (Prémio de Promoção Privada)[2]